# Gustav von Padberg
Carl Maria Gustav Adolph (von) Padberg (Adelserhebung 1882; * 16. Januar 1837 in Münster; † 12. Januar 1891) war Schlosshauptmann von Gotha und Oberhofmarschall in Coburg.

## Leben
Der Vater Adam Gottfried Karl Padberg (1796–1866) war aus Küstelberg, die Mutter war Marie Luise Busch (1798–1863). Der Bruder Alexander wurde Regierungsrat in Magdeburg und ebenfalls geadelt.
Gustav Padberg heiratete Bertha Luise Secretan (* 1841), die uneheliche Tochter des Herzogs Ernst II. von Sachsen-Coburg und Gotha. In ihrer ersten Ehe war sie mit N.N. Geyer verheiratet und geschieden. 1879 wurde Gustav Padberg zum Schlosshauptmann in Gotha ernannt. Am 14. Juni 1882 erhob ihn der preußische König in den Adelsstand. 1883 wurde er zum Schlosshauptmann in Coburg berufen und zunächst kommissarisch, später regulär zum Hofmarschall ernannt. Die beiden Kinder aus Berthas erster Ehe wurden anerkannt.
Gustav hatte ab 1879 eine Dienstwohnung im Schloss Friedenstein. Nach seiner Heirat hatte die Familie ihren Wohnsitz im Schloss Georgenthal sowie in der neugotischen Villa in der Festungsstraße 5 in Coburg (1884–1893).
Gustav von Padberg wurde am 19. Januar 1891 an der St.-Martini-Kirche in Münster bestattet.

## Orden
- Komturkreuz des Verdienstordens vom heiligen Michael (Bayern – 1881)
- Fürstlich Reußisches Ehrenkreuz 1. Klasse (Fürstentum Reuß – 1883)
- Großkreuz des Christusordens (Portugal – 1884)
- Großkreuz des Ordens Unsere liebe Frau der Empfängnis von Villa Cosa (Portugal – 1884)
- Sachsen-Ernestinischen Hausorden und Medaillen der Herzöge / Komturkreuz II. Klasse (1888)